# Ђани Калдана
Ђани Калдана (итал. Gianni Caldana; Виченца, 19. новембар 1913 — Сирмионе, 6. септембар 1995) био је италијански атлетичар, члан клуба „Ђиљо Росо” из Фиренце, специјалиста за спринт, препоне и скок удаљ. Као део италијанске репрезентације са штафетом 4 х 100 м освојио је сребрну медаљу на Олимпијским играма 1936 у Берлину. Штафета је трчала у саставу:Орацио Маријани, Ђани Калдана, Елио Рањи и Тулио Гонели
На националним првенствима победио је пет пута у трци на 110 м са препонама (1935, 1936, 1937, 1938, 1940).

## Значајнији резултати
| Датум   | Такмичење                | Место            | Пласман | Дисциплина    | Резултат | Детаљи  |
| Италија | Италија                  | Италија          | Италија | Италија       | Италија  | Италија |
| ------- | ------------------------ | ---------------- | ------- | ------------- | -------- | ------- |
| 1936.   | Летње олимпијске игре    | Берлин, Немачка  |         | 4 х 100 м     | 41,1     |         |
| 1936.   | Летње олимпијске игре    | Берлин, Немачка  | = 13.   | 110 м препоне | 15,1     |         |
| 1936.   | Летње олимпијске игре    | Берлин, Немачка  | 12      | Скок удаљ     | 7,26в    |         |
| 1938.   | Европско првенство 1938. | Париз, Француска | 4,      | 4 х 100 м     | 41,3     | [ 1 ]   |

## Рефренце
1. ↑  European Athletics Championships Zürich 2014 - STATISTICS HANDBOOK (PDF), ЕАА, стр. 366, Приступљено 13. 08. 2014